# Micramma croceicosta
Micramma croceicosta là một loài bướm đêm trong họ Erebidae.